# Ludność Świdnicy
Ludność Świdnicy – porównanie liczby ludności Świdnicy na przestrzeni lat 1840-2014.
- 1840 - 10 621 (w tym 137 Żydów)[1][2]
- 1852 - 14 488[1]
- 1875 - 19 681[3]
- 1880 - 22 202[3]   (w tym 339 Żydów[2])
- 1885 - 23 669[3]   (w tym 358 Żydów)[4]
- 1890 - 24 725   (w tym 273 Żydów)[3]
- 1900 - 28 439[1][3]
- 1910 - 31 329[3]
- 1925 - 30 758   (w tym 130 Żydów[2])[3]
- 1933 - 34 153   (w tym 114 Żydów[2])[3]
- 1939 - 39 052
- 1946 - 21 448   (spis powszechny) (w tym 2 400 Żydów[2])
- 1950 - 27 805   (spis powszechny)
- 1955 - 34 023
- 1960 - 39 078   (spis powszechny)
- 1961 - 40 900
- 1962 - 41 500
- 1963 - 43 100
- 1964 - 44 100
- 1965 - 45 014
- 1966 - 46 000
- 1967 - 45 800
- 1968 - 46 400
- 1969 - 47 000
- 1970 - 47 673   (spis powszechny)
- 1971 - 48 248
- 1972 - 49 000
- 1973 - 49 400
- 1974 - 50 115
- 1975 - 51 571
- 1976 - 52 900
- 1977 - 54 300
- 1978 - 54 900   (spis powszechny)
- 1979 - 55 700
- 1980 - 56 892
- 1981 - 57 807
- 1982 - 58 614
- 1983 - 59 449
- 1984 - 60 314
- 1985 - 60 924
- 1986 - 61 398
- 1987 - 61 890
- 1988 - 62 184   (spis powszechny)
- 1989 - 62 845
- 1990 - 63 231
- 1991 - 63 781
- 1992 - 64 300
- 1993 - 64 618
- 1994 - 64 773
- 1995 - 64 911
- 1996 - 65 053
- 1997 - 65 167
- 1998 - 65 109
- 1999 - 65 016
- 2000 - 64 779
- 2001 - 64 640
- 2002 - 61 189   (spis powszechny)
- 2003 - 60 937
- 2004 - 60 541
- 2005 - 60 522
- 2006 - 60 317
- 2007 - 59 998
- 2008 - 59 864
- 2011 - 60 213
- 2012 (30 czerwca) - 60 023
- 2013 (30 czerwca) - 59 489[5]
- 2014 (30 czerwca) - 59 002[6]
- 2016 (30 czerwca) - 58 132

## Powierzchnia Świdnicy
- 2014 - 21,76 km²